# Kiribati en los Juegos Olímpicos de Atenas 2004
Kiribati estuvo representado en los Juegos Olímpicos de Atenas 2004 por tres deportistas, dos  hombres y una mujer, que compitieron en dos deportes.
El portador de la bandera en la ceremonia de apertura fue el halterófilo Meamea Thomas. El equipo olímpico kiribatiano no obtuvo ninguna medalla en estos Juegos.